# Cửa hàng bách hóa Pothonggang
Cửa hàng bách hoá Pothonggang là một cửa hàng bách hoá ở thủ đô Bình Nhưỡng, Bắc Triều Tiên. Nó nằm gần vòng xuyến (đường tròn) ở Phố Ponghwa.
Cửa hàng bách hoá Pothonggang được Kim Jong-il chính thức khai trương vào tháng 12 năm 2010. Theo báo cáo của Forbes vào năm 2011, các kệ hàng trong cửa hàng ba tầng này hoàn toàn chứa đầy những mặt hàng nhập khẩu. Các mặt hàng được định giá bằng đồng won của Bắc Triều Tiên và bao gồm thanh chocolate Mars, sốt cà chua Heinz, rượu mạnh và thuốc lá cao cấp, chủ yếu được nhập khẩu từ châu Á và châu Âu. Quần áo và giày dép đã có sẵn trên một tầng khác. Quần áo và đồ nội thất rẻ tiền của Trung Quốc cũng được bày bán tại cửa hàng bách hoá này.